# 山洞林森公館
山洞林森公館位於重慶市沙坪壩區山洞街道西山新村15-16號，文物遺址年代為1938年-1946年，2009年12月15日列為第二批重慶市文物保護單位。